# Ninja Gaiden 3
Ninja Gaiden 3 es un videojuego de aventuras y acción, continuación de Ninja Gaiden 2, desarrollado por Team Ninja y distribuido por Tecmo Koei, disponible para PlayStation 3 y Xbox 360. Aunque comparte el mismo número que el videojuego publicado para NES Ninja Gaiden III: The Ancient Ship of Doom, Ninja Gaiden 3 no es una versión remasterizada del mencionado. Ninja Gaiden 3 es el primero en la segunda serie Ninja Gaiden que no está relacionado con el productor original de la serie, Tomonobu Itagaki, quien dejó el Team Ninja después de Ninja Gaiden II.
En esta entrega, se explora el lado más humano de su protagonista, Ryu Hayabusa, quien empieza a cuestionarse realmente el modo de vida que está llevando como ninja despiadado, mientras desciende en un reino infernal.

## Argumento
En una misión en Londres contra una misteriosa organización terrorista, Ryu Hayabusa se enfrenta contra "el regente de la mascara" un misterioso hombre encapuchado en un feroz combate. En un momento del mismo, la Espada del Dragón de Ryu comienza a manifestarse y, de algún modo, consigue poseer el brazo derecho de Ryu, recibiendo de esta manera una maldición por todas las muertes que ha acumulado a lo largo de su carrera como ninja. La salud de Ryu pende de un hilo y debe enfrascarse en una aventura para descubrir que está pasando, detener a la amenaza terrorista y encontrar el modo de liberarse de la maldición.
En su aventura, conocerá a una mujer, Mizuki McCloud, y a su hija Canna, con quienes entablará un vínculo muy estrecho, en especial con la niña. Por primera vez, debido a la maldición y al haber conocido a Mizuki y a su hija, Ryu comienza a cuestionarse su pasado, sus acciones y su vida.

## Desarrollo
El juego fue anunciado en un evento a puertas cerradas en el Tokyo Game Show 2010 por Tecmo Koei, durante el anuncio no se dieron a conocer las plataformas a través de una imagen teaser lanzada que mostraba a un Sangriento Ryu Hayabusa. Yosuke Hayashi dijo a IGN que, en la imagen teaser "Ryu se desemascara así mismo, y es una manera de traer gente a su mundo. Estamos tratando de hacer que la gente conozca al Ryu Hayabusa de verdad. La cantidad de sangre no giran en torno a la idea de matar gente, bien podría ser la sangre de Ryu. Nos enfocamos no sólo en rebanar gente sino también a el propio Ryu". En el E3, Ninja Gaiden 3 mostró una demostración y una fecha de lanzamiento a principios de febrero de 2012.

## Jugabilidad
El juego cuenta con nuevas mecánicas y algunos cambios. Entre ellos está el sistema "Kunai Climb" que implica que Ryu trepe ciertas paredes con el uso de sus kunais, que también puede lanzar a sus enemigos desde arriba. En otra situaciones, el jugador tendrá que ser sigiloso para acercarse a un enemigo y matarlo con un solo golpe. 
Entre otras novedades está también que los enemigos hablan mientras pelean con Ryu. Ellos no mueren fácilmente y mientras agonizan, gritaran de dolor. Otra novedad es que el tradicional movimiento de esquive de Ryu es sustituido por un deslizamiento a ras el suelo. Este movimiento también le sirve para poder acceder a ciertas áreas, así como para atacar a sus enemigos. Y la animación de "Ultimate Technique" ha sido ligeramente cambiado por un brillo en el brazo derecho. Cuando Ryu elimina a cierta cantidad de enemigos, su brazo comienza a emitir un brillo rojo intenso. En ese momento, el jugador puede realizar la "Ultimate Technique" absorbiendo los cadáveres de los enemigos en lugar de esencia. A diferencia de los anteriores títulos, el HUD aparece solamente cuando hay enemigos alrededor y desapare cuando no queda ninguno.
La tienda de Muramasa donde Ryu podía comprar objetos ya no está presente. Las armas de Ryu se mejoraran con el uso. Al igual que las tiendas, las estatuas de dragón en las que Ryu podía curarse y guardar sus progresos tampoco aparecen. En su lugar ha sido reemplazado por un halcón volando hacia él que aterrizará en su brazo derecho. En ese momento el jugador podrá curarse y guardar sus avances.
La posibilidad de desmembrar extremidades de los enemigos, una característica habitual en la franquicia, no fue implementada en esta tercera entrega.
Ninja Gaiden 3 también dispone de un modo multijugador competitivo de hasta 8 jugadores, así como un modo cooperativo para dos jugadores, para disputar pequeñas misiones.

## Recepción
El videojuego recibió críticas dispares, siendo en especial criticado por la falta de armas, una IA muy pobre en comparación con otros juegos de la saga y el reemplazo del director del proyecto de las anteriores sagas.

## Ninja Gaiden 3: Razor's Edge
Una versión mejorada de Ninja Gaiden 3 fue puesta a la venta para la consola Nintendo Wii U en noviembre de 2012, titulado  Ninja Gaiden 3: Razor's Edge, con numerosas novedades y mejoras, entre ellas más personajes con los que jugar, más armas, más secretos, trajes y la posibilidad de desmembrar extremidades a los enemigos. En abril de 2013 también fue puesto a la venta para PlayStation 3 y Xbox 360.